# Open Europese kampioenschappen powerlifting 2011
De Open Europese kampioenschappen powerlifting 2011 waren door de European Powerlifting Federation (EPF) georganiseerde kampioenschappen voor powerlifters. De 34e editie van de Europese kampioenschappen vond plaats in de Tsjechische stad Pilsen van 3 tot en met 7 mei 2011.

## Uitslagen

### Heren
| klasse  | Goud                | Zilver            | Brons              |
| ------- | ------------------- | ----------------- | ------------------ |
| -59 kg  | Dariusz Wszola      | Sergey Levin      | Etienne Lited      |
| -66 kg  | Hassan El Belghiti  | Pierangelo Puddu  | Dominik Golak      |
| -74 kg  | Jaroslaw Olech      | Pavel Ozerov      | Rostislav Petkov   |
| -83 kg  | Eugeny Vasyukov     | Volodymyr Rysev   | Andriy Naniev      |
| -93 kg  | Sergii Bilyi        | Sergey Mashintsov | Patrick Turesson   |
| -105 kg | Vadym Dovganyuk     | Andrey Shurbenkov | Jacek Wiak         |
| -120 kg | Ivaylo Hristov      | Valeriy Karpov    | Vasiliy Omelchenko |
| +120 kg | Volodymyr Svistunov | Andrey Konovalov  | Dean Bowring       |

### Dames
| klasse | Goud                  | Zilver                | Brons              |
| ------ | --------------------- | --------------------- | ------------------ |
| -47 kg | Raija Jurkko          | Anastasiya Derevyanko | Benedicte Lepanse  |
| -52 kg | Lyubov Potanina       | Oksana Chumak         | Mervi Sirkia       |
| -57 kg | Inna Filimonova       | Mervi Rantamaki       | Laura Locatelli    |
| -63 kg | Tetyana Akhmamyetyeva | Antonietta Orsini     | Josephine Werngren |
| -72 kg | Galina Potselueva     | Inger Blikra          | Johanna Kankus     |
| -84 kg | Olena Kozlova         | Svetlana Tsvetkova    | Ielja Strik        |
| +84 kg | Olga Gemaletdinova    | Irina Lugovaya        | Inna Orobets       |